# أرتاتاما الثاني
كان أرتاتاما الثاني (بالإنجليزية: Artatama II)‏ مُغتَصبًا لعرش الملك توشراتا لمملكة ميتاني الحورية في بلاد الرافدين في القرن الرابع عشر قبل الميلاد. ربما كان أخًا لتوشراتا أو ينتمي إلى خط منافس من العائلة المالكة. أبرم الملك الحيثي سابيليوليوما الأول معاهدة مع أرتاتاما بعد غزوه لميتاني (هانيغالبات). حكم ابنه شوتارنا الثالث ميتاني من بعده.